# Dubai Tennis Championships 2022
Dubai Tennis Championships 2022 (còn được biết đến với Dubai Duty Free Tennis Championships vì lý do tài trợ) là một giải quần vợt ATP 500 trong ATP Tour 2022 và WTA 500 trong WTA Tour 2022. Cả hai sự kiện nam và nữ diễn ra tại Aviation Club Tennis Centre ở Dubai, Các Tiểu vương quốc Ả Rập Thống nhất. Giải đấu nữ diễn ra từ ngày 14 đến ngày 19 tháng 2 và giải đấu nam diễn ra từ ngày 21 đến ngày 26 tháng 2.

## Điểm và tiền thưởng

### Phân phối điểm
| Sự kiện | VĐ  | CK  | BK  | TK  | Vòng 1/16 | Vòng 1/32 | Q  | Q2 | Q1 |
| Đơn nam | 500 | 300 | 180 | 90  | 45        | 0         | 20 | 10 | 0  |
| Đôi nam | 500 | 300 | 180 | 90  | 0         | —         | 45 | 25 | 0  |
| Đơn nữ  | 470 | 305 | 185 | 100 | 55        | 1         | 25 | 13 | 1  |
| Đôi nữ  | 470 | 305 | 185 | 100 | 55        | 1         | —  | —  | —  |

### Tiền thưởng
| Sự kiện  | VĐ       | CK       | BK       | TK      | Vòng 1/16 | Vòng 1/32 | Vòng 1/56 | Q2      | Q1     |
| Đơn nam  | $523,740 | $282,300 | $149,870 | $76,570 | $40,875   | $21,800   | —         | $11,170 | $6,270 |
| Đôi nam* | $171,670 | $91,560  | $46,320  | $23,160 | $11,720   | —         | —         | —       | —      |
| Đơn nữ   | $104,180 | $64,800  | $37,500  | $17,500 | $9,000    | $6,200    | $3,000    | $2,000  | $1,500 |
| Đôi nữ*  | $36,200  | $22,000  | $12,500  | $6,500  | $3,900    | —         | —         | —       | —      |

*mỗi đội

## Nội dung đơn ATP

### Hạt giống
| Quốc gia | Tay vợt               | Xếp hạng1 | Hạt giống |
| -------- | --------------------- | --------- | --------- |
| SRB      | Novak Djokovic        | 1         | 1         |
| RUS      | Andrey Rublev         | 7         | 2         |
| CAN      | Félix Auger-Aliassime | 9         | 3         |
| ITA      | Jannik Sinner         | 10        | 4         |
| POL      | Hubert Hurkacz        | 11        | 5         |
| CAN      | Denis Shapovalov      | 12        | 6         |
| RUS      | Aslan Karatsev        | 15        | 7         |
| ESP      | Roberto Bautista Agut | 16        | 8         |

- Bảng xếp hạng vào ngày 14 tháng 2 năm 2022.

### Vận động viên khác
Đặc cách:
- Malek Jaziri
- Andy Murray
- Lorenzo Musetti

Vượt qua vòng loại:
- Ričardas Berankis
- Taro Daniel
- Christopher O'Connell
- Jiří Veselý

Thua cuộc may mắn:
- Alex Molčan
- Alexei Popyrin

### Rút lui
Trước giải đấu
- Félix Auger-Aliassime → thay thế bởi  Alexei Popyrin
- Borna Ćorić → thay thế bởi  Jan-Lennard Struff
- Gaël Monfils → thay thế bởi  Kwon Soon-woo
- Botic van de Zandschulp → thay thế bởi  Alex Molčan

## Nội dung đôi ATP

### Hạt giống
| Quốc gia | Tay vợt       | Quốc gia | Tay vợt       | Xếp hạng1 | Hạt giống |
| -------- | ------------- | -------- | ------------- | --------- | --------- |
| CRO      | Nikola Mektić | CRO      | Mate Pavić    | 3         | 1         |
| USA      | Rajeev Ram    | GBR      | Joe Salisbury | 7         | 2         |
| AUS      | John Peers    | SVK      | Filip Polášek | 18        | 3         |
| GER      | Tim Pütz      | NZL      | Michael Venus | 31        | 4         |

- Bảng xếp hạng vào ngày 14 tháng 2 năm 2022.

### Vận động viên khác
Đặc cách:
- Abdulrahman Al Janahi /  Omar Alawadhi
- Saketh Myneni /  Ramkumar Ramanathan

Vượt qua vòng loại:
- Alexander Bublik /  Altuğ Çelikbilek

Thua cuộc may mắn:
- Dan Evans /  Ken Skupski
- Jonathan Erlich /  Jan-Lennard Struff

### Rút lui
Trước giải đấu
- Marin Čilić /  Ivan Dodig → thay thế bởi  Jonathan Erlich /  Jan-Lennard Struff
- Karen Khachanov /  Andrey Rublev → thay thế bởi  Dan Evans /  Ken Skupski

## Nội dung đơn WTA

### Hạt giống
| Quốc gia | Tay vợt            | Xếp hạng1 | Hạt giống |
| -------- | ------------------ | --------- | --------- |
| BLR      | Aryna Sabalenka    | 2         | 1         |
| CZE      | Barbora Krejčíková | 3         | 2         |
| ESP      | Paula Badosa       | 5         | 3         |
| ESP      | Garbiñe Muguruza   | 6         | 4         |
| GRE      | Maria Sakkari      | 7         | 5         |
| POL      | Iga Świątek        | 8         | 6         |
| EST      | Anett Kontaveit    | 9         | 7         |
| TUN      | Ons Jabeur         | 10        | 8         |
| USA      | Danielle Collins   | 11        | 9         |
| UKR      | Elina Svitolina    | 15        | 10        |

- Bảng xếp hạng vào ngày 7 tháng 2 năm 2022.

### Vận động viên khác
Đặc cách:
- Caroline Garcia
- Alison Riske
- Mayar Sherif
- Vera Zvonareva

Miễn đặc biệt:
- Irina-Camelia Begu

Vượt qua vòng loại:
- Varvara Gracheva
- Marta Kostyuk
- Elena-Gabriela Ruse
- Kateřina Siniaková
- Markéta Vondroušová
- Dayana Yastremska

Thua cuộc may mắn:
- Jil Teichmann
- Ajla Tomljanović

### Rút lui
Trước giải đấu
- Belinda Bencic → thay thế bởi  Veronika Kudermetova
- Angelique Kerber → thay thế bởi  Elise Mertens
- Anett Kontaveit → thay thế bởi  Ajla Tomljanović
- Anastasia Pavlyuchenkova → thay thế bởi  Camila Giorgi
- Karolína Plíšková → thay thế bởi  Jeļena Ostapenko
- Elena Rybakina → thay thế bởi  Danielle Collins
- Maria Sakkari → thay thế bởi  Jil Teichmann

Trong giải đấu
- Markéta Vondroušová

### Bỏ cuộc
- Danielle Collins

## Nội dung đôi WTA

### Hạt giống
| Quốc gia | Tay vợt              | Quốc gia | Tay vợt                | Xếp hạng1 | Hạt giống |
| -------- | -------------------- | -------- | ---------------------- | --------- | --------- |
| JPN      | Ena Shibahara        | CHN      | Zhang Shuai            | 12        | 1         |
| RUS      | Veronika Kudermetova | BEL      | Elise Mertens          | 13        | 2         |
| CHI      | Alexa Guarachi       | CRO      | Darija Jurak Schreiber | 23        | 3         |
| CAN      | Gabriela Dabrowski   | MEX      | Giuliana Olmos         | 28        | 4         |

- Bảng xếp hạng vào ngày 7 tháng 2 năm 2022.

### Vận động viên khác
Đặc cách:
- Lucie Hradecká /  Sania Mirza
- Eden Silva /  Kimberley Zimmermann

### Rút lui
Trước giải đấu
- Alexa Guarachi /  Nicole Melichar-Martinez → thay thế bởi  Alexa Guarachi /  Darija Jurak Schreiber

## Nhà vô địch

### Đơn nam
- Andrey Rublev đánh bại  Jiří Veselý 6–3, 6–4

### Đơn nữ
- Jeļena Ostapenko đánh bại  Veronika Kudermetova, 6–0, 6–4

### Đôi nam
- Tim Pütz /  Michael Venus đánh bại  Nikola Mektić /  Mate Pavić, 6–3, 6–7(5–7), [16–14]

### Đôi nữ
- Veronika Kudermetova /  Elise Mertens đánh bại  Lyudmyla Kichenok /  Jeļena Ostapenko 6–1, 6–3